# 漆間時国
漆間 時国（うるま ときくに、承徳2年（1098年）頃 - 保延7年3月19日（1141年4月27日）？）は、平安時代後期の人物。官職は左衛門尉。

## 出自
漆間氏は美作国の豪族で、稲飯命の後裔とされる。

## 生涯
承徳2年（1098年）頃、漆間国弘或いは親国の子として誕生。
美作国の押領使を務める。
長承2年（1133年）4月7日に息子が生まれ、名を勢至丸と名づけた。勢至丸というのは勢至菩薩のように賢い知恵を持った子供という意味で、学問と武芸に秀でていて、ことに弓を射ることにおいては格別のものがあった。ところが、保延7年（1141年）に明石源内武者定明が不意に夜討ちを仕掛けてきた。この時、時国は重傷を負ってしまった。勢至丸が定明に向かって矢を射ると、矢は定明の顔面に命中し、彼は這々の態で逃げ帰った。時国は瀕死の床の中で、決して仇を討たないようにと勢至丸を諭し（この際法然に対して、出家するようにと言ったという説もある）、同年3月19日（1141年4月27日）頃に亡くなった。戒名は菩提院殿源誉時国西行大居士。
異説（醍醐寺本『法然上人伝記』別伝記）であれば、法然が15歳になった久安3年（1147年）に父と師の観覚に比叡山に登る意思を伝えた際、時国から「自分には敵がいるため、もし登山後に敵に討たれたら後世を弔うように」と告げて送り出した。その後、比叡山で出家した法然が修行中に時国が殺害されたと伝えている。この説に従えば、時国の殺害は久安3年よりも後のことになる。
蓮生（熊谷直実）は各地を行脚する中、建久4年（1193年）に美作国を訪れ、法然の父である漆間時国の旧宅、すなわち法然生誕の地に誕生寺を建立した。法然の父は地元の人に、尊敬されるような人だったと言われている。

## 系譜
- 父：漆間国弘あるいは親国[4]
- 母：不詳
- 妻：秦氏（1111-1147）
  - 男子：法然（1133-1212）

## リンク
- 美作国誕生寺 - ウェイバックマシン（2001年4月21日アーカイブ分）